# Spanish International
Die Spanish International sind im Badminton die offenen internationalen Meisterschaften von Spanien. Sie finden seit 1974 statt, wurden jedoch 1989, 1990 sowie 1992 bis 1994 und 2020 nicht ausgetragen. 1974 startete das Turnier als Tournament City of Vigo, bevor es dann 1980 erstmals offiziell als Spanish International bezeichnet wurde, weiterhin aber parallel den Titel City of Vigo führte. 1987 trennten sich die Turniere, als am ersten Juliwochenende die achten Spanish International ausgetragen wurden, während die Ursprungsveranstaltung der Turnierserie, der Grand Prix of Vigo, eine Woche später bereits zum 14. Mal stattfand. Nationale Titelkämpfe werden in Spanien seit 1982 ausgespielt.

## Die Sieger
| Jahr      | Herreneinzel             | Dameneinzel            | Herrendoppel                              | Damendoppel                            | Mixed                                      |
| --------- | ------------------------ | ---------------------- | ----------------------------------------- | -------------------------------------- | ------------------------------------------ |
| 1974      | Pedro V. Blach           | Dolores Cameselle      | Fernando Pinto Leitão Machado             | nicht ausgetragen                      | Pedro V. Blach M. L. Iglesias              |
| 1975      | Pedro V. Blach           | Margarida Cruz         | Jorge Cruz João Brás                      | nicht ausgetragen                      | João Brás Isabel Cruz                      |
| 1976      | Pedro V. Blach           | Margarida Cruz         | Jorge Cruz João Brás                      | nicht ausgetragen                      | Pedro V. Blach Isabel Cruz                 |
| 1977      | António Crespo           | nicht ausgetragen      | Jorge Cruz Pedro V. Blach                 | nicht ausgetragen                      | nicht ausgetragen                          |
| 1978      | Pedro V. Blach           | Margarida Cruz         | João Brás António Crespo                  | Margarida Cruz Isabel Cruz             | António Crespo Isabel Cruz                 |
| 1979      | Pedro V. Blach           | Concepción Janeiro     | Enrique Ruiz Pedro V. Blach               | Susana Gonçalves Manuela Silva         | Henrique Neto Manuela Silva                |
| 1980      | António Crespo           | Margarida Cruz         | Enrique Ruiz António Crespo               | Margarida Cruz Isabel Cruz             | Pedro V. Blach Margarida Cruz              |
| 1981      | Pedro V. Blach           | Ana Monteiro           | José Brandão Carlos Gonçalves             | Susana Gonçalves Ana Monteiro          | Pedro V. Blach Rosa Pérez                  |
| 1982      | Jorge Azevedo            | Lilia Rodriguez        | Luis Carvalho José Nascimento             | Aída Carballal Margarita Míguelez      | José Pedro Lilia Rodriguez                 |
| 1983      | António Crespo           | Margarita Míguelez     | Jorge Azevedo Diamantino Pereira          | Aída Carballal Margarita Míguelez      | Pedro V. Blach Rosa Pérez                  |
| 1984      | Pascal Kaul              | Maria Jesús Rodríguez  | Pedro V. Blach Carlos González            | Maria Jesús Rodríguez Loli Alonso      | Pascal Kaul Loli Alonso                    |
| 1985      | Pascal Kaul              | Netty Ooms             | Pascal Kaul Pedro V. Blach                | Ingrid Rogiers Netty Ooms              | José Isasi Netty Ooms                      |
| 1986      | Jurgen van der Pot       | Doris Gerstenkorn      | José Isasi Eddy van Herbruggen            | Netty Ooms Ingrid Rogiers              | Jurgen van der Pot Bettina Villars         |
| 1987      | Rolf Aurin               | Bettina Villars        | Rolf Aurin Andreas Ruth                   | Bettina Villars Doris Gerstenkorn      | José Nascimento Margarida Infante          |
| 1988      | David Stenström          | Sandra Dimbour         | David Stenström Mats Svensson             | Virginie Delvingt Christelle Mol       | Bernardo Gálmez Cristina González          |
| 1989 1990 | nicht ausgetragen        | nicht ausgetragen      | nicht ausgetragen                         | nicht ausgetragen                      | nicht ausgetragen                          |
| 1991      | Jürgen Koch              | Suzanne Louis-Lane     | Andy Goode Chris Hunt                     | Julie Bradbury Gillian Clark           | Andy Goode Gillian Clark                   |
| 1992 1994 | nicht ausgetragen        | nicht ausgetragen      | nicht ausgetragen                         | nicht ausgetragen                      | nicht ausgetragen                          |
| 1995      | Ricardo Fernandes        | Doris Piché            | Árni Þór Hallgrímsson Broddi Kristjánsson | Dolores Marco Esther Sanz              | Hugo Rodrigues Ana Ferreira                |
| 1996      | Lee Mou-chou             | Tanja Berg             | Yang Shih-jeng Wei Chun-yi                | Sandra Dimbour Sandrine Lefèvre        | Manuel Dubrulle Sandrine Lefèvre           |
| 1997      | Niels Christian Kaldau   | Maja Pohar             | Lin Wei-hsiang Lee Sung-yuan              | Elinor Middlemiss Sandra Watt          | Kenny Middlemiss Elinor Middlemiss         |
| 1998      | Richard Vaughan          | Julia Chen             | Manuel Dubrulle Vincent Laigle            | Ann-Lou Jørgensen Mette Schjoldager    | Jean Philippe Goyette Julia Chen           |
| 1999      | Salim                    | Takako Ida             | Graham Hurrell James Anderson             | Chikako Nakayama Takae Masumo          | Ian Sullivan Gail Emms                     |
| 2000      | nicht ausgetragen        | nicht ausgetragen      | nicht ausgetragen                         | nicht ausgetragen                      | nicht ausgetragen                          |
| 2001      | Joachim Fischer Nielsen  | Tracey Hallam          | Michał Łogosz Robert Mateusiak            | Emma Chaffin Sarah Hardaker            | Peter Jeffrey Suzanne Rayappan             |
| 2002      | Dicky Palyama            | Sara Persson           | Vincent Laigle Svetoslav Stoyanov         | Johanna Persson Elin Bergblom          | Graeme Smith Kirsteen McEwan               |
| 2003      | Rasmus Wengberg          | Xu Huaiwen             | Michael Lamp Mathias Boe                  | Pernille Harder Mette Schjoldager      | Robert Blair Natalie Munt                  |
| 2004      | Joachim Fischer Nielsen  | Dolores Marco          | Jesper Larsen Joachim Fischer Nielsen     | Lucía Tavera Yoana Martínez            | José Antonio Crespo Dolores Marco          |
| 2005      | Niels Christian Kaldau   | Ella Karachkova        | Matthew Hughes Martyn Lewis               | Karina de Wit Betty Krab               | Jean-Michel Lefort Ella Karachkova         |
| 2006      | Jens-Kristian Leth       | Petra Overzier         | Matthew Hughes Martyn Lewis               | Carina Mette Birgit Overzier           | Rasmus Andersen Anastasia Russkikh         |
| 2007      | Peter Mikkelsen          | Juliane Schenk         | Carsten Mogensen Mathias Boe              | Juliane Schenk Nicole Grether          | Joachim Fischer Nielsen Britta Andersen    |
| 2008      | Chetan Anand             | Maria Elfira Christina | Fran Kurniawan Rendra Wijaya              | Shendy Puspa Irawati Meiliana Jauhari  | Rendra Wijaya Meiliana Jauhari             |
| 2009      | Hans Vittinghus          | Sayali Gokhale         | Rasmus Bonde Mikkel Delbo Larsen          | Line Kruse Mie Kristensen              | Robin Middleton Mariana Agathangelou       |
| 2010      | Eric Pang                | Juliane Schenk         | Peter Käsbauer Oliver Roth                | Emelie Lennartsson Emma Wengberg       | Sam Magee Chloe Magee                      |
| 2011      | Viktor Axelsen           | Carolina Marín         | Adam Cwalina Michał Łogosz                | Lotte Jonathans Paulien van Dooremalen | Mikkel Delbo Larsen Mie Schjøtt-Kristensen |
| 2012      | Brice Leverdez           | Salakjit Ponsana       | Jorrit de Ruiter Dave Khodabux            | Tatjana Bibik Anastasia Chervyakova    | Marcus Ellis Gabrielle White               |
| 2013      | Hans-Kristian Vittinghus | Beatriz Corrales       | Adam Cwalina Przemysław Wacha             | Kate Robertshaw Heather Olver          | Anders Skaarup Rasmussen Lena Grebak       |
| 2014      | Joachim Persson          | Kirsty Gilmour         | Łukasz Moreń Wojciech Szkudlarczyk        | Gabriela Stoeva Stefani Stoeva         | Robert Blair Imogen Bankier                |
| 2015      | Pablo Abián              | Iris Wang              | Adam Cwalina Przemysław Wacha             | Gabriela Stoeva Stefani Stoeva         | Marvin Seidel Linda Efler                  |
| 2016      | Anders Antonsen          | Ayumi Mine             | Takuro Hoki Yugo Kobayashi                | Sayaka Hirota Nao Ono                  | Ben Lane Jessica Pugh                      |
| 2017      | Yu Igarashi              | Mia Blichfeldt         | Jacco Arends Ruben Jille                  | Ayako Sakuramoto Yukiko Takahata       | Sam Magee Chloe Magee                      |
| 2018      | Toma Junior Popov        | Michelle Skødstrup     | Frederik Colberg Joachim Fischer Nielsen  | Delphine Delrue Léa Palermo            | Evgeny Dremin Evgenia Dimova               |
| 2019      | Kunlavut Vitidsarn       | Phittayaporn Chaiwan   | Mathias Boe Mads Conrad-Petersen          | Gabriela Stoeva Stefani Stoeva         | Ben Lane Jessica Pugh                      |
| 2020      | nicht ausgetragen        | nicht ausgetragen      | nicht ausgetragen                         | nicht ausgetragen                      | nicht ausgetragen                          |
| 2021      | Pablo Abián              | Kisona Selvaduray      | Man Wei Chong Tee Kai Wun                 | Alyssa Tirtosentono Imke van der Aar   | Tee Kai Wun Teoh Mei Xing                  |
| 2022      | Victor Ørding Kauffmann  | Laura Fløj Thomsen     | Noah Haase Alex Vlaar                     | Lærke Hvid Emilia Nesic                | Jonty Russ Sian Kelly                      |
| 2023      | Jakob Houe               | Leona Lee              | Rubén García Carlos Piris                 | Paula Lopez Lucía Rodríguez            | Rubén García Lucía Rodríguez               |
| 2024      | abgesagt                 | abgesagt               | abgesagt                                  | abgesagt                               | abgesagt                                   |

## Erfolgreichste Spieler
| Name                    | MS | WS | MD | WD | XD | Gesamt |
| ----------------------- | -- | -- | -- | -- | -- | ------ |
| Pedro V. Blach          | 6  |    | 4  |    | 5  | 15     |
| Margarida Cruz          |    | 4  |    | 2  | 1  | 7      |
| Antonio Crespo          | 3  |    | 2  |    | 1  | 6      |
| Isabel Cruz             |    |    |    | 2  | 3  | 5      |
| Joachim Fischer Nielsen | 2  |    | 2  |    | 1  | 5      |
| Pascal Kaul             | 2  |    | 1  |    | 1  | 4      |

## Siegerstatistik 1974–2024
| Pos.   | Land               | MS | WS | MD  | WD | XD  | Total |
| ------ | ------------------ | -- | -- | --- | -- | --- | ----- |
| 1      | Spanien            | 8  | 7  | 4.5 | 6  | 7.5 | 33    |
| 2      | Dänemark           | 13 | 4  | 6   | 4  | 3.5 | 30.5  |
| 3      | Portugal           | 5  | 6  | 8   | 4  | 6   | 29    |
| 4      | England            | 0  | 3  | 2   | 3  | 9   | 17    |
| 5      | Deutschland        | 1  | 4  | 2   | 2  | 1.5 | 10.5  |
| 6      | Frankreich         | 2  | 1  | 2   | 3  | 1.5 | 9.5   |
| 7      | Schweiz            | 3  | 2  | 0.5 | 1  | 2   | 8.5   |
| 8      | Niederlande        | 2  | 0  | 2.5 | 3  | 0   | 7.5   |
| 9      | Japan              | 1  | 2  | 1   | 3  | 0   | 7     |
| 10     | Schweden           | 2  | 1  | 1   | 2  | 0   | 6     |
| 11     | Belgien            | 0  | 1  | 1   | 2  | 1   | 5     |
| 11     | Indonesien         | 1  | 1  | 1   | 1  | 1   | 5     |
| 11     | Polen              | 0  | 0  | 5   | 0  | 0   | 5     |
| 11     | Schottland         | 0  | 1  | 0   | 1  | 3   | 5     |
| 15     | Russland           | 0  | 1  | 0   | 1  | 2   | 4     |
| 16     | Bulgarien          | 0  | 0  | 0.5 | 3  | 0   | 3.5   |
| 17     | Kanada             | 0  | 2  | 0   | 0  | 1   | 3     |
| 17     | Chinesisch Taipeh  | 1  | 0  | 2   | 0  | 0   | 3     |
| 17     | Malaysia           | 0  | 1  | 1   | 0  | 1   | 3     |
| 17     | Thailand           | 1  | 2  | 0   | 0  | 0   | 3     |
| 17     | Wales              | 1  | 0  | 2   | 0  | 0   | 3     |
| 22     | Indien             | 1  | 1  | 0   | 0  | 0   | 2     |
| 22     | Irland             | 0  | 0  | 0   | 0  | 2   | 2     |
| 24     | Österreich         | 1  | 0  | 0   | 0  | 0   | 1     |
| 24     | Island             | 0  | 0  | 1   | 0  | 0   | 1     |
| 24     | Slowenien          | 0  | 1  | 0   | 0  | 0   | 1     |
| 24     | Vereinigte Staaten | 0  | 1  | 0   | 0  | 0   | 1     |
| Gesamt | Gesamt             | 43 | 42 | 43  | 39 | 42  | 209   |